# Sphinx (пошукова система)
Sphinx (англ. SQL Phrase Index) — система повнотекстового пошуку, розроблена Андрієм Аксьоновим. Відмінною особливістю є висока швидкість індексації та пошуку, а також інтеграція з існуючими СУБД (MySQL, PostgreSQL) та наявність API для поширених мов вебпрограмування (офіційно підтримуються PHP, Python, Java; існують реалізовані спільнотою API для Perl, Ruby, .NET та C++).

## Основні можливості
- Висока швидкість індексації (до 10-15 МБ/сек на кожне процесорне ядро);
- Висока швидкість пошуку (до 150—250 запитів у секунду на кожне процесорне ядро з 1 000 000 документів);
- Висока масштабованість (найбільший відомий кластер індексує до 3 000 000 000 документів і підтримує більш ніж 50 мільйонів запитів у день);
- Підтримка розподіленого пошуку;
- Підтримка декількох полів повнотекстового пошуку у документі (до 32 за замовчуванням);
- Підтримка декількох атрибутів для кожного документу (тобто групи, тимчасові мітки, тощо);
- Підтримка стоп-слів;
- Підтримка однобайтових кодувань та UTF-8;
- Підтримка морфологічного пошуку. В наявності є вбудовані модулі для англійської, російської та чеської мов. Доступні модулі для французької, іспанської, португальської, італійської, румунської, німецької, голландської, шведської, норвезької, данської, фінської, угорської мов;
- Вбудована підтримка MySQL (усіх типів таблиць, у тому числі MyISAM, InnoDB, NDB, архівів і т. д.);
- Вбудована підтримка PostgreSQL;
- Підтримка ODBC сумісних баз даних (MS SQL, Oracle, тощо).

## Приклади використання
Sphinx використовують такі сайти, як:
- Craigslist.org
- Avito.ru
- Infegy.com
- Boardreader.com
- Habrahabr.ru

Та багато інших [Архівовано 22 травня 2014 у Wayback Machine.]

## Ліцензія
Sphinx використовує подвійне ліцензування:
1. GNU GPL.
2. Комерційна ліцензія для випадків, які не задовольняють вимогам GNU GPLv2.